# François Biltgen

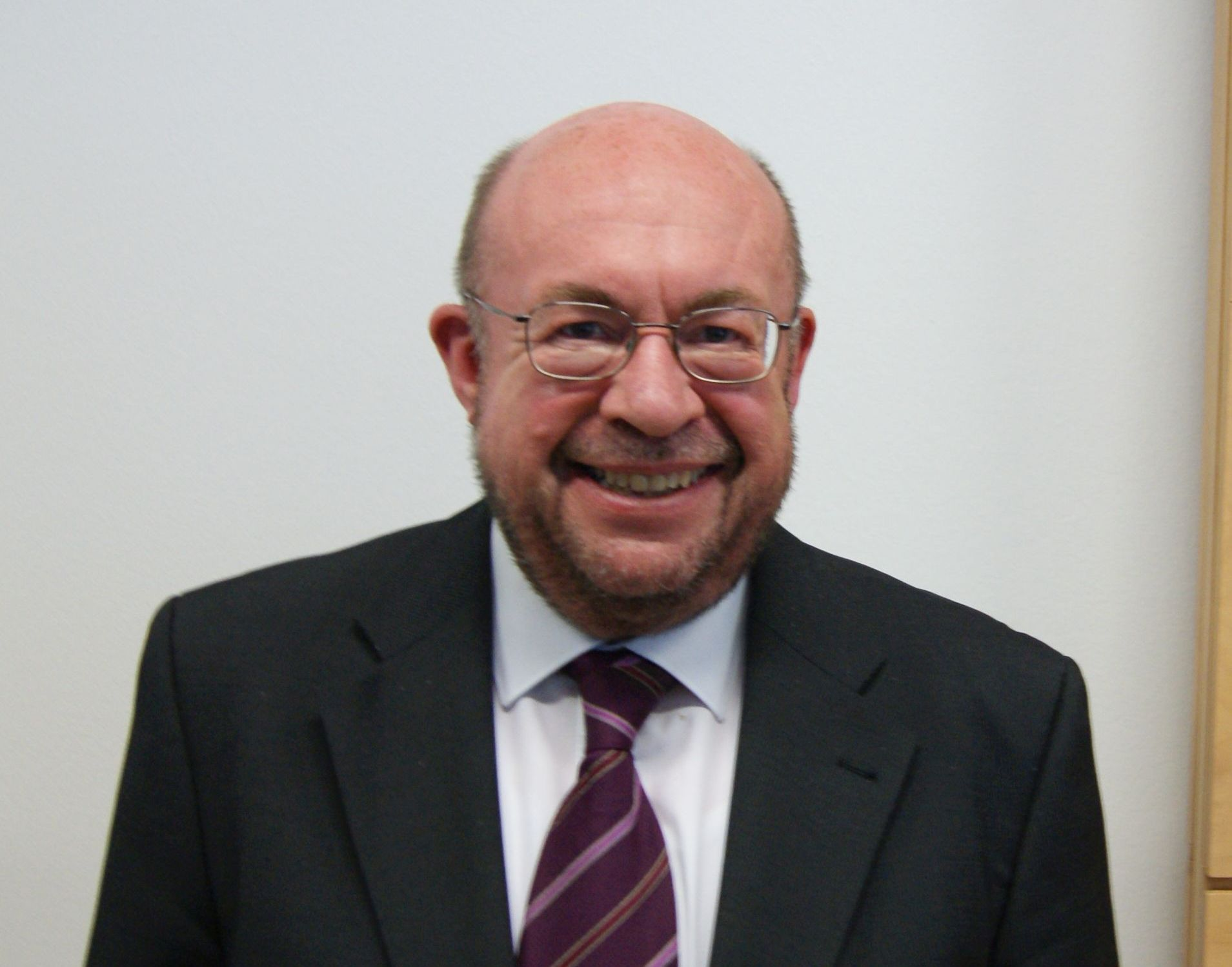
François Biltgen 2019 bei einem Vortrag in Innsbruck am Management Center Innsbruck (MCI)

François Biltgen (* 28. September 1958 in Esch-sur-Alzette) ist ein luxemburgischer Politiker und Richter am Europäischen Gerichtshof.

## Leben
Nach seiner Schulzeit studierte Biltgen Rechtswissenschaften. Biltgen ist Mitglied der konservativen Partei Christlich Soziale Volkspartei (CSV). 1987 wurde er in den Stadtrat von Esch-sur-Alzette gewählt. 1994 gelang ihm der Einzug als Abgeordneter in die Chambre des Députés; in den folgenden Wahlen wurde er jeweils als Abgeordneter wiedergewählt. Von 2003 bis 2009 war Biltgen Parteivorsitzender der Christlich Sozialen Volkspartei, zu seinem Nachfolger wurde Michel Wolter gewählt. Von 2009 bis 2013 war Biltgen Justizminister, Minister für den öffentlichen Dienst und administrative Reform, Minister für Hochschulpolitik sowie Minister für Medien und Kommunikation in Luxemburg. Nachdem er sich als Richter am Europäischen Gerichtshof bewarb, wurde er am 30. April 2013 von seinem Amt entbunden. Seit dem 7. Oktober 2013 ist er für eine Amtszeit von mindestens zwei Jahren Richter am Europäischen Gerichtshof.

## Kontroversen
Im Jahr 2012 geriet der Medien und Kommunikationsminister in die Kritik, weil er gegen Personen vorging, die ihn auf eine Sicherheitslücke in einer Datenbank aufmerksam gemacht haben. Statt diese Lücke zu schließen, wurden Hausdurchsuchungen bei den beschuldigten Personen eingeleitet und somit die Personen bestraft und diskreditiert, die eigentlich nur helfen wollten.

## Auszeichnungen
- 2000: Komtur des Verdienstordens des Großherzogtums Luxemburg
- 2005: Großkreuz des Ordens des Infanten Dom Henrique
- 2013: Großer Tiroler Adler-Orden